# Дубравіна Валентина Григорівна
Валентина Григорівна Дубравіна (10 вересня 1932, Москва) — українська музикознавиця, фольклористка, педагог. Дружина і помічниця у фольклорних експедиціях і педагогічній роботі відомого українського фольклориста, етномузиколога, педагога і композитора В. В. Дубравіна.

## Життєпис
Народилась 10 вересня 1932 р. в сім′ї професійного музиканта, на той час студента відділу хорового диригування Московської консерваторії імені П. І. Чайковського Григорія Ілліча Орлянського (1909—1960). У 1940 родина переїхала до м. Сімферополь, де батько очолив Національний ансамбль пісні, музики і танцю кримських татар при Кримській державній філармонії. Під час окупації Криму (1941—1944) сім′я перебувала в с. Волошнівка Роменського району Сумської обл. У 1945—1955 рр. Г. Орлянський працював директором і викладачем сольфеджіо і диригентських дисциплін в Сумській музичній школі.
1952—1955 рр. Валентина Григорівна навчалася у Київському музичному училищі (нині Київська муніципальна академія музики імені Р. М. Глієра), 1955—1960 — у Київській державній консерваторії (викладачі Г. П. Таранов, Л. П. Єфремова, О. Я. Шреєр-Ткаченко). В консерваторії познайомилася зі своїм майбутнім чоловіком Валентином Дубравіним, людиною, яка пройшла складний життєвий шлях: він виріс у дитячому будинку, у війну, будучи хлопчиком, партизанив на Вінниччині, де підірвався на міні і майже втратив зір. Валентина Григорівна присвятила життя самовідданому служінню власній сім′ї, стала для чоловіка другом і помічницею.
З відкриттям Сумського музичного училища Валентина Дубравіна викладала там теорію музики (1960—1964, 1967—1978).
Викладала музично-теоретичні дисципліни у мистецьких вишах: Ленінградській консерваторії (1964—1967), коли там навчався в аспірантурі її чоловік Валентин Дубравін; Сумському державному педагогічному інституті імені А. С. Макаренка (1978—1983); Ніжинському державному університеті імені М. В. Гоголя (1983—2004).
Разом із чоловіком їздила в фольклорні експедиції, записувала, нотувала народні пісні, готувала їх до друку. За час тридцятирічної збирацької роботи подружжям було записано понад 25 тисяч одиниць фольклорних зразків.
Досліджувала пісенну спадщину Сумщини (до 9 тис. фольклорних зразків з близько 170 сіл області) та інших областей України: Харківської, Полтавської, Чернігівської, Черкаської, Вінницької. Брала активну участь у популяризації усної народної творчості, організації фольклорних концертів з виконанням автентичних народних творів.
Укладачка бібліографічного покажчика «Валентин Володимирович Дубравін» (Ніжин, 1999) та авторка спогадів про його життя і діяльність.
Дочка подружжя Дубравіних Олена також стала музиканткою, довгий час працювала викладачкою та директоркою Бучанської дитячої школи мистецтв імені Левка Ревуцького.
2020 р. Валентина Григорівна разом з дочкою Оленою передала в фонди рукописів та фонозаписів Інституту мистецтвознавства, фольклористики та етнології ім. М. Т. Рильського кілька десятків касет із записами фольклорних творів з архіву родини.

## Вибрані публікації
- Українські календарно-обрядові пісні: хрестоматія: навчальний посібник для студентів музично-педагогічних факультетів / В. В. Дубравін, В. Г. Дубравіна. — Ніжин: НДПІ ім. М. В. Гоголя,1994. — Ч. І. — 68 с.
- Українські родинно-обрядові пісні: хрестоматія: навчальний посібник для студентів музично-педагогічних факультетів / В. В. Дубравін, В. Г. Дубравіна. — Ніжин: НДПІ ім. М. В. Гоголя, 1995. — Ч. ІІ. — 91 с.
- Українські народні ліричні пісні: хрестоматія: навчальний посібник для студентів музично-педагогічних факультетів / В. В. Дубравін, В. Г.  Дубравіна. — Ніжин: НДПІ ім. М. В. Гоголя, 1996. — Ч. ІІІ. — 100 с.
- Адамцевич у моїй пам′яті / Валентина Дубравіна // Євген Адамцевич: спогади, статті, матеріали. — Суми: Собор, 1999. — С. 35—38. — (Кобзарі, бандуристи та лірники Сумщини ; Вип. 1).
- Народні пісні Чернігівщини у запису Валентина Дубравіна / упоряд., передм. В. Г. Дубравіної. — Чернігів: Управління у справах преси та інформації, 2001. — 363 с.
- Унікальне зібрання народних пісень: (сторінки спогадів про В. В. Дубравіна) / Валентина Дубравіна // Народна творчість та етнографія. — 2004. — № 5. — С. 78—82.
- Пісні Шевченкового краю (Христинівка Черкаської обл.): зб. пісень з нотами / упоряд. В. В. Дубравін ; вступ. ст. В. Г. Дубравіної. — Ніжин: НДУ ім. М. Гоголя 2005. — 298 с.